# Église Ha Dua
 (octobre 2019).
Si vous disposez d'ouvrages ou d'articles de référence ou si vous connaissez des sites web de qualité traitant du thème abordé ici, merci de compléter l'article en donnant les références utiles à sa vérifiabilité et en les liant à la section « Notes et références ».
 (octobre 2021).
L'église Ha Dua est un des sites intéressants de Khanh Hoa. C'est le lieu de vie des paroissiens dans le district de Diên Khánh, dans la province de Khánh Hòa (Viêt Nam).

## Emplacement
L'église Ha Dua est située sur la route provinciale 2, dans le district de Dien Khanh, dans la province de Khánh Hòa, au Viêt Nam, située à 100 mètres de la citadelle de Dien Khanh.

## Histoire[2]
Selon le document Histoire de la mission de la cochinchine (1958-1823), la paroisse de Ha Dua existait avant 1740 car à la page 131, il était indiqué ce qui suit: Visitatio Ecclesiae à Pago HA DUA (21.09.1740) Hace Ecclesia crecta fuit Abraham III À moi Labbé MARINO, Episcopo Tipolitains subtitnlo s. Josephi.
La paroisse de Ha Dua est l'une des paroisses les plus expérimentées. La plupart des paroissiens sont originaires des provinces du nord, telles que Quang Nam, Quang Ngai, Binh Dinh et Phu Yen pendant la dynastie des Nguyen.
L'église de Ha Dua partageait la même cathédrale avec la paroisse de Cay Vong à Ha Gai (commune actuelle de Dien Lam). Après avoir été incendiée, l'église a été transférée sur le campus actuel du village de Truong Thanh.

## Construction[3]
La première cathédrale a été construite sur le campus actuel mais existait certainement avant la construction de la citadelle Khanh Hoa par Vo Tanh et en 1870, Co Buu (Geffroy) l'a reconstruite dans un style asiatique, bien que petite mais très belle. Il y a deux passerelles comme Cua Thanh. La cathédrale actuelle a été construite en deux périodes::
D'abord, en 1893, par feu l'oncle Ngoan (Saulcoy), il mobilisa les laïcs pour couper le bois, envoya les mandarins de Tich au Lang Song et Kim Chau prendre les sculptures, le père Nhuan dessina le diagramme. 
En 1917, Co Quoi (Salomez) a construit un clocher, fermé le plafond de l'église et fait office de maison paroissiale. En 1924, Co Nghiem (Guéno) arriva, agrandit la cathédrale, construisit une forteresse, acheta deux cloches et, en 1932, installa deux cloches dans le clocher. 